# Fryze (herb szlachecki)

Herb Fryze.

Fryze – polski herb szlachecki z nobilitacji.

## Opis herbu
Opis zgodnie z klasycznymi regułami blazonowania:
Tarcza dwudzielna, w prawej części w połowie ścięta. W górnym polu złotym lilia błękitna, w dolnym zaś srebrnym głowa w koronie królewskiej. W lewej zaś tarczy w polu zielonym olbrzym, w prawej ręce oszczep żeleżcem  na dół trzymający. Nad hełmem korona. Labry czerwone, podbite srebrem.

## Najwcześniejsze wzmianki
Antoni Fryze kontroler mennicy królewskiej, który za gorliwość w służbie wyniesiony do godności szlacheckiej w 1768 roku.

## Herbowni
Jedna rodzina herbownych (herb własny):
Fryze (Friese).